# Podolí (ort i Tjeckien, Olomouc)
Podolí är en ort i Tjeckien.   Den ligger i regionen Olomouc, i den östra delen av landet, 240 km öster om huvudstaden Prag. Podolí ligger 258 meter över havet och antalet invånare är 194.
Terrängen runt Podolí är platt, och sluttar västerut. Runt Podolí är det ganska tätbefolkat, med 222 invånare per kvadratkilometer. Närmaste större samhälle är Přerov, 5,8 km väster om Podolí. Trakten runt Podolí består till största delen av jordbruksmark.